# Rotten Tomatoes
Rotten Tomatoes baza je podataka o filmovima na internetu koja je posvećena recenzijama, informacijama i vijestima o filmu te sadrži arhivu filmskih kritika.
Naslov je aluzija na bacanje rajčica na loše izvođače predstave. Stoga su svježe rajčice (najmanje 60 % pozitivnih recenzija) simbol za dobre filmove, a pokvarene rajčice (ispod 60 %) za slabe.
Poduzeće je u vlasništvu Flixstera koji je pak u vlasništvu Warner Bros. poduzeća od svibnja 2011. Godine 2016. prodana je, zajedno s Flixsterom, tvrtci Fandango Media. Warner Bros. ima manjeg udjela u spojenome entitetu uključujući i Fandango.
Stranicu se kritizira zbog pojednostavljene dihotomije između dobrih i loših filmove te zato što studiji mogu ograničiti rani pristup na kritičare koji će im ići u korist, između ostalog.

## Vanjske poveznice
- Rotten tomatoes
- Popis kritičara koje Rotten Tomatoes priznaje  Arhivirana inačica izvorne stranice od 16. prosinca 2012. (Wayback Machine)
- Forumi Rotten Tomatoes  Arhivirana inačica izvorne stranice od 17. srpnja 2014. (Wayback Machine)